# Cronologia da pandemia de COVID-19 em agosto de 2021
Este artigo documenta a cronologia e epidemiologia do vírus SARS-CoV-2 em agosto de 2021, o vírus que causa a COVID-19 e é responsável pela pandemia de COVID-19. Os primeiros casos humanos da COVID-19 foram identificados em Wuhan, China, em dezembro de 2019.

## Cronologia

### 1 de agosto
- O Canadá registrou 897 novos casos, elevando o número total para 1.432.338, e duas novas mortes, elevando o número de mortos para 26.600.[1]
- A Malásia registrou 17.150 novos casos, elevando o número total para 1.130.422. São 11.326 novas recuperações, elevando o número total para 925.965. Há 160 mortes, elevando o número de mortos para 9.184. Existem 195.273 casos ativos, sendo 1.059 em terapia intensiva e 531 em suporte ventilatório. [2]
- A Nova Zelândia registrou três novos casos, elevando o número total para 2.873. 12 recuperações foram relatadas, elevando o número total de recuperações para 2.811. O número de mortos permanece em 26. Há 36 casos ativos na fronteira.
- Singapura registrou 121 novos casos, incluindo 113 transmitidos localmente e oito importados, elevando o total para 65.102. Dos casos transmitidos localmente, 38 deles são desvinculados. [3] 94 receberam alta, elevando o número total de recuperações para 62.957. O número de mortos permanece em 37. [4]
- A Ucrânia registrou 484 novos casos diários e seis novas mortes diárias, elevando o número total para 2.253.269 e 52.951, respectivamente; um total de 2.186.994 pacientes se recuperaram. [5]

### 2 de agosto
- O Canadá registrou 708 novos casos, elevando o número total para 1.433.046, e uma nova morte, elevando o número de mortos para 26.601.[1]
- Fiji confirmou 632 novos casos e 237 recuperações ontem, elevando o número de casos ativos para 22.100. Duas mortes também foram registradas.[6]
- A Malásia registrou 15.764 novos casos, elevando o número total para 1.146.186. Existem 11.767 recuperações, elevando o número total de recuperações para 937.732. Há 219 mortes, elevando o número de mortos para 9.403. Existem 199.501 casos ativos, sendo 1.063 em terapia intensiva e 532 em suporte ventilatório.[7]
- A Nova Zelândia registrou quatro novos casos, elevando o número total para 2.877 (2.521 confirmados e 356 prováveis). Três se recuperaram, elevando o número total de recuperações para 2.814. O número de mortos permanece em 26. Existem 37 casos ativos.[8]
- Singapura registrou 111 novos casos, incluindo 106 transmitidos localmente e cinco importados, elevando o total para 65.213. Dos casos transmitidos localmente, 25 deles são desvinculados.[9] Existem 76 recuperações, elevando o número total de recuperações para 63.033. Outra morte foi confirmada mais tarde, elevando o número de mortos para 38.[10]
- A Ucrânia registrou 265 novos casos diários e quatro novas mortes diárias, elevando o número total para 2.253.534 e 52.955, respectivamente; um total de 2.187.170 pacientes se recuperaram.[11]
- Os Estados Unidos da América ultrapassam os 35 milhões de casos.[12]

### 3 de agosto
Relatório semanal da Organização Mundial da Saúde:
- O Canadá registrou 730 novos casos, elevando o número total para 1.433.776, e cinco novas mortes, elevando o número de mortos para 26.606.[1]
- Fiji confirmou 1.121 novos casos ontem, elevando o número total de casos para 29.711. 510 se recuperaram, elevando o número total de recuperações para 7.705. Há seis mortes, elevando o número de mortos para 236. Existem 21.707 casos ativos. [14]
- A Malásia registrou 17.105 novos casos, elevando o número total para 1.163.291. Existem 12.297 recuperações, elevando o número total de recuperações para 950.029. Há 195 mortes, elevando o número de mortos para 9.598. Existem 203.664 casos ativos, sendo 1.066 em terapia intensiva e 537 em suporte ventilatório.[15]
- A Nova Zelândia registrou um novo caso, elevando o número total para 2.877 (2.521 confirmados e 356 prováveis). Um caso relatado anteriormente foi reclassificado, resultando em um aumento líquido total de zero casos. Sete se recuperaram, elevando o número total de recuperações para 2.821. O número de mortos permanece em 26. São 30 casos ativos em isolamento gerenciado.[16]
- Singapura registrou 102 novos casos, incluindo 98 transmitidos localmente e quatro importados, elevando o total para 65.315. Dos casos transmitidos localmente, 31 deles são desvinculados.[17] 219 pessoas se recuperaram, elevando o número total de recuperações para 63.252. O número de mortos permanece em 38.[18]
- A Ucrânia registrou 827 novos casos diários e 26 novas mortes diárias, elevando o número total para 2.254.361 e 52.981, respectivamente; um total de 2.187.703 pacientes se recuperaram.[19]

### 4 de agosto
- De acordo com a Universidade Johns Hopkins, o número total de casos de COVID-19 no mundo ultrapassou a marca de 200 milhões.[20]
- Brasil ultrapassa 20 milhões de casos de COVID-19.[21]
- O Canadá registrou 978 novos casos, elevando o número total para 1.434.754. O Canadá também registrou 12 novas mortes, elevando o número de mortos para 26.618.[1]
- Fiji confirmou 1.121 novos casos ontem, elevando o número total de casos para 29.711. 510 se recuperaram, elevando o número total de recuperações para 7.705. Há seis mortes, elevando o número de mortos para 236. Existem 21.707 casos ativos. [14]
- Irã ultrapassa 4 milhões de casos.[22]
- A Malásia registrou 19.819 novos casos, elevando o número total para 1.183.110. São 12.704 novas recuperações, elevando o número total de recuperações para 962.733. Há 257 mortes, elevando o número de mortos para 9.855. Existem 210.522 casos ativos, sendo 1.069 em terapia intensiva e 553 em suporte ventilatório.[23]
- A Nova Zelândia registrou quatro novos casos, elevando o número total para 2.879 (2.523 confirmados e 356 prováveis). Três recuperações foram relatadas, elevando o número total de recuperações para 2.824. O número de mortos permanece em 26. Há 29 casos ativos em isolamento gerenciado.[24]
- Singapura registrou 95 novos casos, incluindo 92 transmitidos localmente e três importados, elevando o total para 65.410. Dos casos transmitidos localmente, 30 deles são desvinculados.[25] 105 receberam alta, elevando o número total de recuperações para 63.357. Outra morte foi confirmada mais tarde, elevando o número de mortos para 39.[26]
- A Ucrânia registrou 984 novos casos diários e 43 novas mortes diárias, elevando o número total para 2.255.345 e 53.024, respectivamente; um total de 2.188.273 pacientes se recuperaram.[27]

### 5 de agosto
- O Canadá registrou 1.434 novos casos, elevando o número total para 1.436.188 e 19 novas mortes, elevando o número de mortos para 26.637.[1]
- Fiji confirmou ontem 1.187 novos casos. 11 mortes foram relatadas, elevando o número de mortos para 272.[28]
- A Malásia registrou 20.596, elevando o número total para 1.203.706. São 13.893 novas recuperações, elevando o número total para 976.626. Há 164 mortes, elevando o número de mortos para 10.019. Existem 217.061 casos ativos, sendo 1.078 em terapia intensiva e 549 em suporte ventilatório.[29]
- A Nova Zelândia registrou um novo caso, elevando o número total para 2.880 (2.524 confirmados e 356 prováveis). O número de recuperações permanece 2.824, enquanto o número de mortos permanece 26. São 30 casos em isolamento gerenciado.[30]
- Singapura registrou 98 novos casos, incluindo 96 transmitidos localmente e dois importados, elevando o total para 65.508. Dos casos transmitidos localmente, 38 deles são desvinculados.[31] Existem 100 recuperações, elevando o número total de recuperações para 63.457. Outra morte foi confirmada mais tarde, elevando o número de mortos para 40.[32]
- A Ucrânia registrou 1.052 novos casos diários e 25 novas mortes diárias, elevando o número total para 2.256.397 e 53.049, respectivamente; um total de 2.188.815 pacientes se recuperaram.[33]
- O Reino Unido ultrapassou 6 milhões de casos.[34]

### 6 de agosto
- Argentina ultrapassa 5 milhões de casos de COVID-19.[35]
- O Canadá registrou 1.514 novos casos, elevando o número total para 1.437.702. O Canadá também registrou 17 novas mortes, elevando o número de mortos para 26.654.[1]
- Fiji confirmou 968 novos casos ontem, elevando o número total para 34.888. 385 se recuperaram, elevando o número total de recuperações para 11.233. 11 mortes foram relatadas, elevando o número de mortos para 283. Existem 23.226 casos ativos.[36]
- Japão ultrapassa 1 milhão de casos de COVID-19.[37] Além disso, o país registrou seu primeiro caso da variante Lambda .[38]
- A Malásia registrou 20.889 novos casos, elevando o número total para 1.224.595. Há 16.394 novas recuperações, elevando o número total de recuperações para 993.020. Há 158 mortes, elevando o número de mortos para 10.177. Existem 221.396 casos ativos, sendo 1.096 em terapia intensiva e 545 em suporte ventilatório.[39]
- A Nova Zelândia registrou dois novos casos, elevando o número total para 2.880. Dois casos relatados anteriormente foram reclassificados. Há cinco novas recuperações, elevando o número total de recuperações para 2.829. O número de mortos permanece em 26. Há 25 casos ativos em isolamento gerenciado.[40]
- Singapura registrou 97 novos casos, incluindo 93 transmitidos localmente e quatro importados, elevando o total para 65.605. Dos casos transmitidos localmente, 29 deles são desvinculados.[41] Existem 79 recuperações, elevando o número total de recuperações para 63.536. Além disso, um paciente foi posteriormente confirmado como portador de COVID-19 após sua morte, elevando o número de mortos para 41.[42]
- A Ucrânia registrou 1.081 novos casos diários e dezesseis novas mortes diárias, elevando o número total para 2.257.478 e 53.065, respectivamente; um total de 2.189.293 pacientes se recuperaram.[43]

### 7 de agosto
- O Canadá registrou 1.601 novos casos, elevando o número total para 1.439.303, e nove novas mortes, elevando o número de mortos para 26.663.[1]
- Fiji confirmou 652 novos casos ontem, elevando o número total para 35.640. 268 se recuperaram, elevando o número total de recuperações para 11.501. Sete mortes foram relatadas, elevando o número de mortos para 290. Existem 23.696 casos ativos.[44]
- A Malásia registrou 19.257 novos casos, elevando o número total para 1.243.852. São 16.323 novas recuperações, elevando o número total de recuperações para 1.009.343. Há 210 mortes, elevando o número de mortos para 10.389. São 224.120 casos ativos, sendo 1.097 em terapia intensiva e 575 em suporte ventilatório.[45]
- Singapura registrou 81 novos casos, incluindo 75 transmitidos localmente e seis importados, elevando o total para 65.686. Dos casos transmitidos localmente, 16 deles são desvinculados.[46] Existem 122 recuperações, elevando o número total de recuperações para 63.658. Outra morte foi confirmada mais tarde, elevando o número de mortos para 42.[47]
- A Ucrânia registrou 1.054 novos casos diários e vinte novas mortes diárias, elevando o número total para 2.258.532 e 53.085, respectivamente; um total de 2.190.686 pacientes se recuperaram.[48]

### 8 de agosto
- O Canadá registrou 1.581 novos casos, elevando o número total para 1.440.884. E o Canadá também relatou seis novas mortes, elevando o número de mortos para 26.669.[1]
- Fiji confirmou 682 novos casos ontem, elevando o número total para 36.322. 297 se recuperaram, elevando o número total de recuperações para 11.798. Seis mortes foram relatadas, elevando o número de mortos para 296. Existem 24.070 casos ativos.[49]
- A Malásia registrou 18.688 novos casos, elevando o número total para 1.262.540. Há 17.055 recuperações, elevando o número total de recuperações para 1.026.398. Há 360 mortes, elevando o número de mortos para 10.749. Existem 225.393 casos ativos, sendo 1.095 em terapia intensiva e 571 em suporte ventilatório.[50]
- A Nova Zelândia registrou seis novos casos, elevando o número total para 2.886 (2.530 confirmados e 356 prováveis). O número de recuperações caiu em uma pessoa para 2.828. O número de mortos permanece em 26. Há 32 casos ativos em isolamento gerenciado.[51]
- Singapura registrou 78 novos casos, incluindo 73 transmitidos localmente e cinco importados, elevando o total para 65.764. Dos casos transmitidos localmente, 21 deles são desvinculados.[52] Existem 200 recuperações, elevando o número total de recuperações para 63.858. O número de mortos permanece em 42.[53]
- A Ucrânia registrou 619 novos casos diários e dez novas mortes diárias, elevando o número total para 2.259.151 e 53.095, respectivamente; um total de 2.190.921 pacientes se recuperaram.[54]

### 9 de agosto
- O Canadá registrou 1.202 novos casos, elevando o número total para 1.442.086. O Canadá também registrou oito novas mortes, elevando o número de mortos para 26.677.[1]
- Fiji confirmou 603 novos casos de COVID-19, elevando o número total para 37.582. Dezoito novas mortes foram relatadas, elevando o número de mortos para 317. Existem 24.138 casos ativos.[55]
- A Malásia registrou 17.236 novos casos, elevando o número total para 1.279.776. Há 15.187 novas recuperações, elevando o número total de recuperações para 1.041.585. Há 212 mortes, elevando o número de mortos para 10.961. São 227.230 casos ativos, sendo 1.095 em terapia intensiva e 579 em suporte ventilatório.[56]
- A Nova Zelândia registrou dois novos casos e dois casos históricos, elevando o número total para 2.890 (2.534 confirmados e 356 prováveis). Dez se recuperaram, elevando o número de recuperações para 2.838. O número de mortos permanece em 26. Há 26 casos ativos em isolamento gerenciado.[57] Nesse mesmo dia, o Ministério da Saúde confirmou que 11 dos 21 tripulantes a bordo do navio porta-contêineres Rio De La Plata, com bandeira de A Singapura, que atracou em Tauranga, testaram positivo para o COVID-19. [58][59]
- Singapura registrou 72 novos casos, incluindo 69 transmitidos localmente e três importados, elevando o total para 65.836. Dos casos transmitidos localmente, 20 deles são desvinculados.[60] Existem 204 recuperações, elevando o número total de recuperações para 64.062. O número de mortos permanece em 42.[61]
- A Ucrânia registrou 300 novos casos diários e cinco novas mortes diárias, elevando o número total para 2.259.451 e 53.100, respectivamente; um total de 2.191.202 pacientes se recuperaram.[62]

### 10 de agosto
Relatório semanal da Organização Mundial da Saúde:
- O Canadá registrou 1.342 novos casos, elevando o número total para 1.443.428. E o Canadá também relatou seis novas mortes, elevando o número de mortos para 26.683.[1]
- Fiji confirmou 264 novos casos de COVID-19, elevando o número total para 37.846. Dez novas mortes foram relatadas, elevando o número de mortos para 327. Existem 24.414 casos ativos.[64]
- A Malásia registrou 19.991 novos casos, elevando o número total para 1.299.767. Há 16.258 recuperações, elevando o número total de recuperações para 1.057.843. Há 201 mortes, elevando o número de mortos para 11.162. São 230.762 casos ativos, sendo 1.096 em terapia intensiva e 570 em suporte ventilatório.[65]
- A Nova Zelândia registrou 14 novos casos, elevando o número total para 2.902 (2.546 confirmados e 356 prováveis). Dois casos notificados anteriormente foram reclassificados, resultando em um aumento líquido total de 12 casos. Uma pessoa se recuperou, elevando o número de recuperações para 2.839. O número de mortos permanece em 26. São 37 casos ativos em isolamento gerenciado.[66]
- Singapura registrou 54 novos casos, incluindo 53 transmitidos localmente e um importado, elevando o total para 65.890. Dos casos transmitidos localmente, 15 deles são desvinculados.[67] O país vacinou um total de 4.373.550 pessoas, sendo 3.897.650 totalmente vacinadas até ontem. O número de mortos permanece em 42.[68]
- Timor-Leste comunicou o seu primeiro caso de transmissão da variante Delta . Houve um total de 11.579 casos e 28 mortes.[69][70]
- A Ucrânia registrou 781 novos casos diários e 24 novas mortes diárias, elevando o número total para 2.260.232 e 53.124, respectivamente; um total de 2.192.592 pacientes se recuperaram.[71]
- Os Estados Unidos da América ultrapassam 36 milhões de casos.[72]

### 11 de agosto
- O Canadá registrou 1.873 novos casos, elevando o número total para 1.445.301. E o Canadá também informou que quatro novas mortes elevam o número de mortos para 26.687.[73]
- Fiji confirmou 568 novos casos de COVID-19, elevando o número total para 38.414. Treze novas mortes foram relatadas, elevando o número de mortos para 340. Existem 24.299 casos ativos.[74][75]
- A Índia registrou 38.353 novos casos, elevando o número total para 32.036.511. Há 497 mortes, elevando o número de mortos para 429.179. [76]
- A Indonésia registrou 30.625 novos casos, elevando o número total para 3.749.446. 1.579 mortes foram relatadas, elevando o número de mortos para 112.198. 39.931 se recuperaram, elevando o número total de recuperações para 3.211.078. [76]
- A Malásia registrou 20.780 novos casos, elevando o número total para 1.320.547. Existem 17.973 recuperações, elevando o número total de recuperações para 1.075.816. Há 211 mortes, elevando o número de mortos para 11.373. Existem 233.358 casos ativos, sendo 1.053 em terapia intensiva e 546 em suporte ventilatório.[77]
- México ultrapassa 3 milhões de casos de COVID-19.[78]
- A Nova Zelândia registrou dois novos casos, elevando o número total para 2.904 (2.548 confirmados e 356 prováveis). Dois se recuperaram, elevando o número de recuperações para 2.841. O número de mortos permanece em 26. São 37 casos ativos em isolamento gerenciado.[79]
- O Paquistão registrou 4.856 novos casos, elevando o número total para 1.080.360. Há um total de 972.078 recuperações. Existem 84.177 casos ativos, incluindo 4.513 casos críticos. 81 mortes foram relatadas, elevando o número de mortos para 24.085. [76]
- As Filipinas registraram 12.021 novos casos, elevando o número total para 1.688.040. 154 mortes foram relatadas, elevando o número de mortos para 29.374. [76]
- Singapura registrou 63 novos casos, incluindo 61 transmitidos localmente e dois importados, elevando o total para 65.953. Dos casos transmitidos localmente, 17 deles são desvinculados.[80] O país vacinou um total de 4.383.631 pessoas, sendo 3.936.162 totalmente vacinadas até ontem. Outra morte foi confirmada mais tarde, elevando o número de mortos para 43.[81]
- A Coreia do Sul registrou 2.223 novos casos, elevando o número total para 216.206. Uma morte foi relatada, elevando o número de mortos para 2.135. [76]
- A Tailândia registrou 21.038 novos casos, elevando o número total para 816.989. 207 mortes foram relatadas, elevando o número de mortos para 6.795. [76]
- A Ucrânia registrou 1.122 novos casos diários e 25 novas mortes diárias, elevando o número total para 2.261.354 e 53.149, respectivamente; um total de 2.193.752 pacientes se recuperaram.[82]

### 12 de agosto
- O Canadá registrou 2.138 novos casos, elevando o número total para 1.447.439. O Canadá também relatou cinco novas mortes, elevando o número de mortos para 26.692.[73]
- Fiji confirmou 398 novos casos de COVID-19, elevando o número total para 38.812. Cinco novas mortes foram relatadas, elevando o número de mortos para 345. Existem 23.901 casos ativos.[83]
- A Malásia registrou 21.668 novos casos, elevando o número total para 1.342.215. Há 17.687 recuperações, elevando o número total de recuperações para 1.093.503. Há 318 mortes, elevando o número de mortos para 11.691. Existem 237.021 casos ativos, sendo 1.059 em terapia intensiva e 543 em suporte ventilatório.[84]
- A Nova Zelândia registrou nove novos casos, elevando o número total de casos para 2.913 (2.557 confirmados e 356 prováveis). Três recuperações foram relatadas, elevando o número total de recuperações para 2.844. O número de mortos permanece em 26. Existem 43 casos ativos.[85]
- Singapura registrou 59 novos casos transmitidos localmente, incluindo 19 não vinculados, elevando o total para 66.012.[86] O país vacinou um total de 4.393.708 pessoas, sendo 3.974.953 totalmente vacinadas até ontem. O número de mortos permanece em 43.[87]
- A Ucrânia registrou 1.247 novos casos diários e 24 novas mortes diárias, elevando o número total para 2.262.601 e 53.173, respectivamente; um total de 2.194.791 pacientes se recuperaram.[88]

### 13 de agosto
- 27 casos foram relatados a bordo do navio de cruzeiro Carnival Vista, que deveria chegar à cidade de Belize, apesar de todos estarem vacinados.[89]
- O Canadá registrou 2.414 novos casos, elevando o número total para 1.449.853. O Canadá também registrou seis novas mortes, elevando o número de mortos para 26.698.[73]
- Fiji confirmou 644 novos casos de COVID-19, elevando o número total para 39.456. Quinze novas mortes foram relatadas, elevando o número de mortos para 360. Existem 24.281 casos ativos.[90][91]
- O Japão confirmou o primeiro caso da variante Lambda como uma mulher que entrou no país para trabalhar nas Olimpíadas de Tóquio .[92]
- A Malásia registrou 21.468 novos casos, elevando o número total para 1.363.683. Existem 17.025 recuperações, elevando o número total de recuperações para 1.110.528. Há 277 mortes, elevando o número de mortos para 11.968. São 241.187 casos, sendo 1.075 em terapia intensiva e 537 em suporte ventilatório.[93]
- A Nova Zelândia registrou um novo caso, elevando o número total para 2.914 (2.558 confirmados e 356 prováveis). O número de recuperações permanece 2.844, enquanto o número de mortos permanece 26. Existem 44 casos ativos.[94]
- Singapura registrou 49 novos casos, incluindo 45 transmitidos localmente e quatro importados, elevando o total para 66.061. Dos casos transmitidos localmente, 13 deles são desvinculados.[95] O país vacinou um total de 4.402.608 pessoas, sendo 4.011.715 totalmente vacinadas até ontem. Outra morte foi confirmada mais tarde, elevando o número de mortos para 44.[96]
- A Ucrânia registrou 1.263 novos casos diários e 44 novas mortes diárias, elevando o número total para 2.263.864 e 53.217, respectivamente; um total de 2.195.798 pacientes se recuperaram.[97]

### 14 de agosto
- O Canadá registrou 2.259 novos casos, elevando o número total para 1.452.112, e duas novas mortes, elevando o número de mortos para 26.700.[73]
- Fiji confirmou 314 novos casos de COVID-19, elevando o número total para 39.770. Dos casos confirmados, um foi notificado na Divisão Norte . Oito novas mortes foram relatadas, elevando o número de mortos para 368. Existem 23.598 casos ativos.[98][99]
- A Malásia registrou 20.670 novos casos, elevando o número total para 1.384.353. Há 17.655 novas recuperações, elevando o número total de recuperações para 1.128.183. Há 260 mortes, elevando o número de mortos para 12.228. Existem 243.942 casos ativos, sendo 1.096 em terapia intensiva e 540 em suporte ventilatório.[100]
- Singapura registrou 58 novos casos, incluindo 57 transmitidos localmente e um importado, elevando o total para 66.119. Dos casos transmitidos localmente, 17 deles são desvinculados.[101] O país vacinou um total de 4.413.484 pessoas, sendo 4.058.584 totalmente vacinadas até ontem. O número de mortos permanece em 44.[102]
- A Ucrânia registrou 1.353 novos casos diários e 71 novas mortes diárias, elevando o número total para 2.265.217 e 53.288, respectivamente; um total de 2.196.589 pacientes se recuperaram.[103]

### 15 de agosto
- O Canadá registrou 1.887 novos casos, elevando o número total para 1.453.999. O Canadá também registrou 328 novas recuperações, elevando o número total de recuperações para 1.407.683. O Canadá também não relatou novas mortes[73]
- Fiji confirmou 467 novos casos de COVID-19, elevando o número total para 40.237. Três novas mortes foram relatadas, elevando o número de mortos para 371. Existem 23.831 casos ativos.[104]
- A Grécia relatou sua primeira morte por COVID-19 de um paciente totalmente vacinado.[105]
- A Malásia registrou 20.546 novos casos, elevando o número total para 1.404.899. Há 16.945 novas recuperações, elevando o número total de recuperações para 1.145.128. Há 282 mortes, elevando o número de mortos para 12.510. Existem 247.261 casos ativos, sendo 1.059 em terapia intensiva e 526 em suporte ventilatório.[106]
- A Nova Zelândia registrou seis novos casos, elevando o número total para 2.919 (2.563 confirmados e 356 prováveis). Um caso foi reclassificado, resultando em um aumento líquido de cinco casos. Dez se recuperaram, elevando o número total de recuperações para 2.854. O número de mortos permanece em 26. Há 39 casos ativos em isolamento gerenciado.[107]
- As Filipinas relataram seu primeiro caso da variante Lambda.[108]
- Singapura registrou 53 novos casos, incluindo 50 transmitidos localmente e três importados, elevando o total para 66.172. Dos casos transmitidos localmente, 14 deles são desvinculados.[109] O país vacinou um total de 4.424.312 pessoas, sendo 4.104.828 totalmente vacinadas até ontem. O número de mortos permanece em 44.[110]
- A Ucrânia registrou 695 novos casos diários e dezessete novas mortes diárias, elevando o número total para 2.265.912 e 53.255, respectivamente; um total de 2.196.827 pacientes se recuperaram.[111]

### 16 de agosto
- O Canadá registrou 1.974 novos casos, elevando o número total para 1.455.973. O Canadá também relatou quatro mortes, elevando o número de mortos para 26.704.[73]
- Fiji confirmou 350 novos casos de COVID-19, elevando o número total para 40.587. Vinte e três novas mortes foram relatadas, elevando o número de mortos para 394. Existem 22.494 casos ativos.[112]
- A Malásia registrou 19.740 novos casos, elevando o número total para 1.424.639. São 17.450 recuperações, elevando o número total de recuperações para 1.162.578. Há 274 mortes, elevando o número de mortos para 12.784. Existem 249.277 casos ativos, sendo 1.047 em terapia intensiva e 520 em suporte ventilatório.[113]
- A Nova Zelândia registrou cinco novos casos e dois casos históricos, elevando o número total para 2.926 (2.570 confirmados e 356 prováveis). Dois se recuperaram, elevando o número de recuperações para 2.856. O número de mortos permanece em 26. Existem 44 casos ativos.[114]
- Singapura registrou 53 novos casos, incluindo 48 transmitidos localmente e cinco importados, elevando o total para 66.225. Dos casos transmitidos localmente, oito deles são desvinculados.[115] O país vacinou um total de 4.432.081 pessoas, sendo 4.136.498 totalmente vacinadas até ontem. O número de mortos permanece em 44.[116]
- A Ucrânia registrou 417 novos casos diários e quatorze novas mortes diárias, elevando o número total para 2.266.329 e 53.269, respectivamente; um total de 2.197.075 pacientes se recuperaram.[117]

### 17 de agosto
Relatório semanal da Organização Mundial da Saúde:
- O Canadá registrou 1.794 novos casos, elevando o número total para 1.457.767. O Canadá também registrou 50 novas mortes, elevando o número de mortos para 26.754.[73]
- Fiji confirmou 590 novos casos de COVID-19, elevando o número total para 41.177. Onze novas mortes foram relatadas, elevando o número de mortos para 405. Existem 21.754 casos ativos.[119][120]
- A Malásia registrou 19.631 novos casos, elevando o número total para 1.444.270. Existem 16.468 recuperações, elevando o número total de recuperações para 1.179.046. Há 293 mortes, elevando o número de mortos para 13.077. Existem 252.147 casos ativos, sendo 1.054 em terapia intensiva e 525 em suporte ventilatório.[121]
- A Nova Zelândia inicialmente não relatou novos casos, com o número total restante de 2.926 (2.570 confirmados e 356 prováveis). Uma pessoa se recuperou, elevando o número total de recuperações para 2.857. O número de mortos permanece em 26. Existem 43 casos ativos.[122] Mais tarde naquele dia, o Ministério da Saúde confirmou que estava investigando um caso positivo na comunidade em Auckland.[123]
- Singapura registrou 56 novos casos, incluindo 52 transmitidos localmente e quatro importados, elevando o total para 66.281. Dos casos transmitidos localmente, 14 deles são desvinculados.[124] O país vacinou um total de 4.440.268 pessoas, sendo 4.155.680 totalmente vacinadas até ontem. Outra morte foi confirmada mais tarde, elevando o número de mortos para 45.[125]
- A Ucrânia registrou 890 novos casos diários e 27 novas mortes diárias, elevando o número total para 2.267.219 e 53.296, respectivamente; um total de 2.197.508 pacientes se recuperaram.[126]
- Os Estados Unidos da América ultrapassam 37 milhões de casos.[127]

### 18 de agosto
- O Canadá registrou 2.399 novos casos, elevando o número total para 1.460.166. O Canadá também relatou cinco novas mortes, elevando o número de mortos para 26.759.[73]
- Fiji confirmou 653 novos casos, elevando o número total para 41.830. Oito novas mortes foram relatadas, elevando o número de mortos para 413. Existem 21.304 casos ativos.[128]
- A Malásia registrou 22.242 novos casos, elevando o número total de recuperações para 1.466.512. 19.690 recuperações foram relatadas, elevando o número total de recuperações para 1.198.726. Há 225 mortes, elevando o número de mortos para 13.302. São 254.484 casos ativos, sendo 1.060 em terapia intensiva e 540 em suporte ventilatório.[129]
- A Nova Zelândia registrou 10 novos casos (três na fronteira e sete transmissões comunitárias). Isso inclui o caso comunitário confirmado ontem e eleva o número total para 2.936 (2.580 confirmados e 356 prováveis). 14 pessoas se recuperaram, elevando o número total de recuperações para 2.871. O número de mortos permanece em 26. São 32 casos ativos em isolamento gerenciado e sete na comunidade.[130] Mais tarde naquele dia, três novos casos comunitários foram relatados em Auckland.[131]
- Singapura registrou 53 novos casos, incluindo 49 transmitidos localmente e quatro importados, elevando o total para 66.334. Dos casos transmitidos localmente, 19 deles são desvinculados.[132] O país vacinou um total de 4.447.250 pessoas, sendo 4.170.573 totalmente vacinadas até ontem. Outra morte foi confirmada mais tarde, elevando o número de mortos para 46.[133]
- A Ucrânia registrou 1.447 novos casos diários e 40 novas mortes diárias, elevando o número total para 2.268.666 e 53.336, respectivamente; um total de 2.198.220 pacientes se recuperaram.[134]

### 19 de agosto
- O Canadá registrou 2.777 novos casos, elevando o número total para 1.462.943 e 24 novas mortes, elevando o número de mortos para 26.783.[73]
- Fiji confirmou 781 novos casos de COVID-19, elevando o número total para 42.611. Oito novas mortes foram relatadas, elevando o número de mortos para 421. Existem 21.211 casos ativos.[135]
- Irã ultrapassa 100.000 mortes por COVID-19.[136]
- A Malásia registrou 22.948 novos casos, elevando o número total para 1.489.460. Existem 21.720 recuperações, elevando o número total de recuperações para 1.220.446. Há 178 mortes, elevando o número de mortos para 13.480. Existem 255.534 casos ativos, sendo 1.060 em terapia intensiva e 528 em suporte ventilatório.[137]
- A Nova Zelândia registrou 20 novos casos, elevando o número total para 2.954 (2.589 confirmados e 356 prováveis). Dois casos relatados anteriormente foram reclassificados, dado um aumento líquido de 18. Há duas novas recuperações, elevando o número total de recuperações para 2.873. O número de mortos permanece em 26. Há 55 casos ativos (36 em isolamento gerenciado e 19 casos comunitários).[138]
- Singapura registrou 32 novos casos, incluindo 29 transmitidos localmente e três importados, elevando o total para 66.366. Dos casos transmitidos localmente, 13 deles são desvinculados.[139] O país vacinou um total de 4.453.578 pessoas, sendo 4.186.252 totalmente vacinadas até ontem. O número de mortos permanece em 46.[140]
- A Ucrânia registrou 1.560 novos casos diários e 32 novas mortes diárias, elevando o número total para 2.270.226 e 53.368, respectivamente; um total de 2.199.118 pacientes se recuperaram.[141]

### 20 de agosto
- O Canadá registrou 2.924 novos casos, elevando o número total para 1.465.867, e seis novas mortes, elevando o número de mortos para 26.789.[73]
- Fiji confirmou 485 novos casos de COVID-19, elevando o número total para 43.096. Onze novas mortes foram relatadas, elevando o número de mortos para 432. Existem 20.591 casos ativos.[142]
- A Malásia registrou 23.564 novos casos, elevando o número total para 1.513.024. Há 21.448 recuperações, elevando o número total de recuperações para 1.241.894. Há 233 mortes, elevando o número de mortos para 13.713. Existem 257.417 casos ativos, sendo 1.062 em terapia intensiva e 518 em suporte ventilatório.[143]
- A Nova Zelândia registrou 14 novos casos, elevando o número total para 2.968 (2.612 confirmados e 356 prováveis). O número total de recuperações permanece 2.873, enquanto o número de mortos permanece 26. Há 69 casos ativos (39 em isolamento gerenciado e 30 casos comunitários).[144]
- Singapura registrou 40 novos casos, incluindo 36 transmitidos localmente e quatro importados, elevando o total para 66.406. Dos casos transmitidos localmente, 14 deles são desvinculados.[145] O país vacinou um total de 4.459.200 pessoas, sendo 4.200.232 totalmente vacinadas até ontem. Outra morte foi confirmada mais tarde, elevando o número de mortos para 47.[146]
- Tailândia ultrapassa 1 milhão de casos de COVID-19.[147]
- A Ucrânia registrou 1.600 novos casos diários e 26 novas mortes diárias, elevando o número total para 2.271.826 e 53.394, respectivamente; um total de 2.200.000 pacientes se recuperaram.[148]
- O técnico de futebol americano Bryan Harsin testou positivo para a COVID-19.[149]
- Barry Sanders, antigo running back do Detroit Lions, testou positivo para a COVID-19, apesar de estar totalmente vacinado.[150]
- O meio-campista do Chelsea, Christian Pulisic, testou positivo para a COVID-19 e perdeu o clássico contra o Arsenal FC.[151]

### 21 de agosto
- O Canadá registrou 3.033 novos casos, elevando o número total para 1.460.900, e uma nova morte, elevando o número de mortos para 26.790.[73]
- Fiji confirmou 198 novos casos de COVID-19, totalizando 43.294. Uma nova morte foi relatada elevando o número de mortos para 433. Existem 20.271 casos ativos.[152]
- A Malásia registrou 22.262 novos casos, elevando o número total para 1.535.286. Existem 18.576 recuperações, elevando o número total de recuperações para 1.260.470. Há 223 mortes, elevando o número de mortos para 13.936. São 260.880 casos ativos, sendo 1.035 em terapia intensiva e 513 em suporte ventilatório.[153]
- A Nova Zelândia registrou 24 novos casos, elevando o número total para 2.992 (2.636 confirmados e 356 prováveis). O número de recuperações permanece 2.873, enquanto o número de mortos permanece 26. São 93 casos ativos, sendo 42 na fronteira e 53 em isolamento gerenciado.[154]
- Singapura registrou 37 novos casos, incluindo 32 transmitidos localmente e cinco importados, elevando o total para 66.443. Dos casos transmitidos localmente, 16 deles são desvinculados.[155] O país vacinou um total de 4.467.533 pessoas, sendo 4.218.703 totalmente vacinadas até ontem. O número de mortos permanece em 47.[156]
- A Ucrânia registrou 1.732 novos casos diários e 38 novas mortes diárias, elevando o número total para 2.273.558 e 53.432, respectivamente; um total de 2.200.763 pacientes se recuperaram.[157]
- O representante dos Estados Unidos, Barry Moore, e sua esposa testaram positivo para COVID-19.[158][159]
- A atriz e cantora americana Hilary Duff testou positivo para a COVID-19, apesar de estar totalmente vacinada.[160]

### 22 de agosto
- O Canadá registrou 2.664 novos casos, elevando o número total para 1.471.564, e duas novas mortes elevando o número de mortos para 26.792.[73]
- Fiji confirmou 303 novos casos de COVID-19, totalizando 43.597. Cinco novas mortes foram relatadas, elevando o número de mortos para 438. Existem 19.097 casos ativos.[161][162]
- A Malásia registrou 19.807 novos casos, elevando o número total para 1.555.093. 18.200 se recuperaram, elevando o número total de recuperações para 1.278.670. Há 232 mortes, elevando o número de mortos para 14.168. Existem 262.255 casos ativos, sendo 1.026 em terapia intensiva e 496 em suporte ventilatório.[163]
- A Nova Zelândia registrou 24 novos casos, elevando o número total para 3.016 (2.660 confirmados e 356 prováveis). Uma pessoa se recuperou, elevando o número total de recuperações para 2.874. O número de mortos permanece em 26. São 116 casos ativos, sendo 44 na fronteira e 72 em isolamento gerenciado.[164]
- Singapura registrou 35 novos casos, incluindo 29 transmitidos localmente e seis importados, elevando o total para 66.478. Dos casos transmitidos localmente, 17 deles são desvinculados.[165] O país vacinou um total de 4.475.214 pessoas, sendo 4.232.803 totalmente vacinadas até ontem. Duas mortes foram confirmadas, elevando o número de mortos para 49.[166]
- A Ucrânia registrou 1.003 novos casos diários e 25 novas mortes diárias, elevando o número total para 2.274.561 e 53.457, respectivamente; um total de 2.200.999 pacientes se recuperaram.[167]

### 23 de agosto
- O Canadá registrou 2.248 novos casos, elevando o número total para 1.473.812 e 24 novas mortes, elevando o número de mortos para 26.816.[73]
- Fiji confirmou 591 novos casos, elevando o número total para 44.188. Seis novas mortes foram relatadas, elevando o número de mortos para 444. Existem 19.062 casos ativos.[168]
- A Malásia registrou 17.672 novos casos, elevando o número total para 1.572.765. Existem 19.053 recuperações, elevando o número total de recuperações para 1.297.723. Há 174 mortes, elevando o número de mortos para 14.342. São 260.700 casos ativos, sendo 1.040 em terapia intensiva e 502 em suporte ventilatório.[169]
- A Nova Zelândia registrou 38 novos casos, elevando o número total para 3.054 (2.698 confirmados e 356 prováveis). O número de recuperações permanece 2.874, enquanto o número de mortos permanece 26. Há 154 casos ativos, sendo 47 na fronteira e 107 na comunidade.[170]
- Singapura registrou 98 novos casos, incluindo 94 transmitidos localmente e quatro importados, elevando o total para 66.576. Dos casos transmitidos localmente, 59 deles estão ligados ao cluster North Coast Lodge.[171] O país vacinou um total de 4.477.965 pessoas, sendo 4.238.764 totalmente vacinadas até ontem. Outra morte foi confirmada mais tarde, elevando o número de mortos para 50.[172]
- A Ucrânia registrou 610 novos casos diários e dezessete novas mortes diárias, elevando o número total para 2.275.171 e 53.474, respectivamente; um total de 2.201.433 pacientes se recuperaram.[173]

### 24 de agosto
Relatório semanal da Organização Mundial da Saúde:
- Um passageiro de 77 anos, duplamente vacinado, foi a primeira morte confirmada a bordo do Carnival Vista .[175]
- Brunei registrou suas primeiras 2 mortes depois de mais de um ano, elevando o número de mortos para sete. Foram registrados 110 novos casos, elevando o total para 1.983.[176]
- O Canadá registrou 2.175 novos casos, elevando o número total para 1.475.987 e 33 novas mortes, elevando o número de mortos para 26.849.[73]
- Fiji confirmou 302 novos casos de COVID-19, elevando o número total para 44.490. Nove novas mortes foram relatadas, elevando o número de mortos para 453. Existem 18.916 casos ativos.[177]
- A Indonésia ultrapassa 4 milhões de casos.[178]
- Israel ultrapassa 1 milhão de casos de COVID-19.[179]
- A Malásia registrou 20.837 novos casos, elevando o número total para 1.593.602. 18.613 se recuperaram, elevando o número total de recuperações para 1.316.336. Há 211 mortes, elevando o número de mortos para 14.553. Existem 262.713 casos ativos, sendo 1.063 em terapia intensiva e 511 em suporte ventilatório.[180]
- A Nova Zelândia registrou 42 novos casos, elevando o número total para 3.096 (2.740 confirmados e 356 prováveis). 13 se recuperaram, elevando o número de recuperações para 2.887. O número de mortos permanece em 26. Há 183 casos ativos, sendo 35 na fronteira e 148 na comunidade.[181]
- Singapura registrou 116 novos casos, incluindo 111 transmitidos localmente e cinco importados, elevando o total para 66.692. Dos casos transmitidos localmente, 24 deles estão vinculados ao cluster North Coast Lodge, enquanto 33 deles estão desvinculados.[182] O país vacinou um total de 4.482.282 pessoas, sendo 4.251.555 totalmente vacinadas até ontem. O número de mortos permanece em 50.[183]
- A Ucrânia registrou 692 novos casos diários e 27 novas mortes diárias, elevando o número total para 2.275.863 e 53.501, respectivamente; um total de 2.201.778 pacientes se recuperaram.[184]

### 25 de agosto
- O Brasil confirmou quase 21 milhões de casos totais e quase 575.000 mortes. [185]
- O Canadá registrou 3.332 novos casos, elevando o número total de casos para 1.479.319 e seis novas mortes, elevando o número de mortos para 26.855.[73]
- Fiji confirmou 255 novos casos de COVID-19, elevando o número total para 44.745. Seis novas mortes foram relatadas, elevando o número de mortos para 459. Existem 19.107 casos ativos.[186]
- A Índia confirmou mais de 32 milhões de casos no total, enquanto o número de mortos ultrapassou 435.000. [185]
- A Malásia registrou 22.642 novos casos, elevando o número total para 1.616.244. Há 20.798 recuperações, elevando o número total de recuperações para 1.337.134. Há 265 mortes, elevando o número de mortos para 14.818. Existem 264.292 casos ativos, sendo 1.003 em terapia intensiva e 490 em suporte ventilatório.[187]
- A Nova Zelândia registrou 63 novos casos, elevando o número total para 3.159 (2.803 confirmados e 356 prováveis). Há 2.887 recuperações, enquanto o número de mortos permanece 26. Há 246 casos ativos (210 na comunidade e 36 em isolamento gerenciado).[188]
- Singapura registrou 120 novos casos, incluindo 118 transmitidos localmente e dois importados, elevando o total para 66.812. Dos casos transmitidos localmente, 26 deles estão vinculados ao cluster North Coast Lodge, enquanto 29 deles estão desvinculados.[189] O país vacinou um total de 4.486.367 pessoas, sendo 4.261.137 totalmente vacinadas até ontem. Duas mortes foram confirmadas, elevando o número de mortos para 52.[190]
- A Ucrânia registrou 727 novos casos diários e vinte novas mortes diárias, elevando o número total para 2.276.590 e 53.521, respectivamente; um total de 2.202.160 pacientes se recuperaram.[191]
- Os Estados Unidos da América relataram um total de 38.062.122 casos. O número de mortos subiu para 630.709 casos. [185]

### 26 de agosto
- O Canadá registrou 3.368 novos casos, elevando o número total para 1.482.687, e nove novas mortes, elevando o número de mortos para 26.864.[73]
- Fiji confirmou 423 novos casos de COVID-19, elevando o número total para 45.168. Nove novas mortes foram relatadas, elevando o número de mortos para 468. Existem 19.280 casos ativos.[192][193]
- A Malásia registrou 24.599 novos casos, elevando o número total para 1.640.843. São 22.657 novas recuperações, elevando o número total de recuperações para 1.359.791. Há 393 mortes, elevando o número de mortos para 15.211. Existem 265.841 casos ativos, sendo 990 em terapia intensiva e 487 em suporte ventilatório.[194]
- A Nova Zelândia registrou 68 novos casos, elevando o número total para 3.227 (2.871 confirmados e 356 prováveis). Há 2.887 recuperações, enquanto o número de mortos permanece 26. Existem 314 casos ativos (277 na comunidade e 37 em isolamento gerenciado.[195]
- Singapura registrou 116 novos casos, incluindo 112 transmitidos localmente e quatro importados, elevando o total para 66.928. Dos casos transmitidos localmente, 40 deles estão ligados ao cluster Bugis Junction.[196] O país vacinou um total de 4.490.780 pessoas, sendo 4.270.547 totalmente vacinadas até ontem. O número de mortos permanece em 52.[197]
- A Ucrânia registrou 1.581 novos casos diários e 45 novas mortes diárias, elevando o número total para 2.278.171 e 53.566, respectivamente; um total de 2.203.429 pacientes se recuperaram.[198]

### 27 de agosto
- O Canadá registrou 3.745 novos casos, elevando o número total para 1.486.432. O Canadá também registrou 26 novas mortes, elevando o número de mortos para 26.890.[73]
- Fiji confirmou 205 novos casos de COVID-19, elevando o número total para 45.373. Onze novas mortes foram relatadas, elevando o número de mortos para 479. Existem 19.311 casos ativos.[199]
- A Malásia registrou 22.055 novos casos, elevando o número total para 1.662.913. Há 21.877 recuperações, elevando o número total de recuperações para 1.381.668. Há 339 mortes, elevando o número de mortos para 15.550. Existem 265.695 casos ativos, sendo 982 em terapia intensiva e 470 em suporte ventilatório.[200]
- A Nova Zelândia registrou 70 novos casos, elevando o número total para 3.297 (2.941 confirmados e 356 prováveis). O número de recuperações permanece 2.887, enquanto o número de mortos permanece 26. São 384 casos ativos (347 na comunidade e 37 em isolamento gerenciado).[201]
- Singapura registrou 122 novos casos, incluindo 120 transmitidos localmente e dois importados, elevando o total para 67.050. Dos casos transmitidos localmente, 47 deles estão ligados ao cluster Bugis Junction.[202] O país vacinou um total de 4.494.681 pessoas, sendo 4.278.869 totalmente vacinadas até ontem. Três mortes foram confirmadas, elevando o número de mortos para 55.[203]
- A Ucrânia registrou 2.032 novos casos diários e 66 novas mortes diárias, elevando o número total para 2.280.203 e 53.632, respectivamente; um total de 2.204.682 pacientes se recuperaram.[204]

### 28 de agosto
- O Canadá registrou 3.910 novos casos, elevando o número total para 1.490.342, e oito novas mortes, elevando o número de mortos para 26.898.[73]
- Fiji confirmou 258 novos casos de COVID-19, elevando o número total para 45.631. O número de mortos permanece 479. Existem 19.130 casos ativos.[205]
- A Malásia registrou 22.597 novos casos, elevando o número total para 1.685.510. Há 19.492 recuperações, elevando o número total de recuperações para 1.401.160. Há 252 mortes, elevando o número de mortos para 15.802. Existem 268.548 casos ativos, sendo 986 em terapia intensiva e 451 em suporte ventilatório.[206]
- A Nova Zelândia registrou 83 novos casos, elevando o número total para 3.380 (3.024 confirmados e 356 prováveis). O número de recuperações permanece 2.887, enquanto o número de mortos permanece 26. São 467 casos ativos (429 na comunidade e 38 em isolamento gerenciado).[207]
- Singapura registrou 121 novos casos, incluindo 113 transmitidos localmente e oito importados, elevando o total para 67.171. Dos casos transmitidos localmente, 25 deles estão ligados ao cluster Bugis Junction.[208] O país vacinou um total de 4.500.430 pessoas, sendo 4.291.659 totalmente vacinadas até ontem. O número de mortos permanece em 55.[209]
- A Ucrânia registrou 2.082 novos casos diários e 54 novas mortes diárias, elevando o número total para 2.282.285 e 53.686, respectivamente; um total de 2.205.707 pacientes se recuperaram.[210]

### 29 de agosto
- O Canadá relatando 3.155 novos casos, elevando o número total para 1.493.497, e três novas mortes, elevando o número de mortos para 26.901.[73]
- Fiji confirmou 396 novos casos, elevando o número total para 46.027. O número de mortos permanece 479. Existem 19.300 casos ativos.[211]
- O Japão relatou duas mortes de pessoas após receber a vacina Moderna, que foi suspensa por temores de contaminação.[212]
- A Malásia registrou 20.579 novos casos, elevando o número total para 1.706.089. Há 20.845 recuperações, elevando o número total de recuperações para 1.422.005. Há 285 mortes, elevando o número de mortos para 16.087. Existem 267.997 casos ativos, sendo 1.009 em terapia intensiva e 477 em suporte ventilatório.[213]
- A Nova Zelândia registrou 85 novos casos, elevando o número total para 3.464 (3.108 confirmados e 356 prováveis). O número de recuperações permanece 2.887, enquanto o número de mortos 26. Há 551 casos ativos (511 na comunidade e 40 em isolamento gerenciado).[214]
- Singapura registrou 133 novos casos, incluindo 124 transmitidos localmente e nove importados, elevando o total para 67.304. Dos casos transmitidos localmente, 21 deles estão ligados ao cluster Bugis Junction.[215] O país vacinou um total de 4.505.072 pessoas, sendo 4.302.996 totalmente vacinadas até ontem. O número de mortos permanece em 55.[216]
- A Ucrânia registrou 1.906 novos casos diários e 34 novas mortes diárias, elevando o número total para 2.284.191 e 53.720, respectivamente; um total de 2.206.392 pacientes se recuperaram.[217]

### 30 de agosto
- O Canadá registrou 2.827 novos casos, elevando o número total para 1.496.324. Há novas 5.283 recuperações, elevando o número total de recuperações para 1.438.378. Há 17 novas mortes, elevando o número total de mortes para 26.918.[73]
- Fiji confirmou 184 novos casos, elevando o número total para 46.211. Dez novas mortes foram relatadas, elevando o número de mortos para 489. Existem 19.463 casos ativos.[218]
- A Malásia registrou 19.628 novos casos, elevando o número total para 1.725.357. Há 21.257 recuperações, elevando o número total de recuperações para 1.443.262. Há 295 mortes, elevando o número de mortos para 16.382. Existem 265.713 casos ativos, sendo 1.033 em terapia intensiva e 476 em suporte ventilatório.[219]
- A Nova Caledônia foi relatada como livre de COVID-19; com o território a registar 135 casos mas sem vítimas mortais.[220]
- A Nova Zelândia registrou 55 novos casos, elevando o número total para 3.519 (3.163 confirmados e 356 prováveis). Três se recuperaram, elevando o número total de recuperações para 2.890. O número de mortos permanece em 26. São 603 casos ativos (562 na comunidade e 41 em isolamento gerenciado).[221]
- Singapura registrou 155 novos casos, incluindo 147 transmitidos localmente e oito importados, elevando o total para 67.459. Dos casos transmitidos localmente, 52 deles são desvinculados.[222] O país vacinou um total de 4.507.685 pessoas, sendo 4.309.977 totalmente vacinadas até ontem. O número de mortos permanece em 55.[223]
- A África do Sul detectou uma nova variante altamente infecciosa do COVID-19, conhecida como variante C.1.2. As autoridades de saúde alertaram que esta variante pode ser altamente resistente às vacinas .[224]
- A Ucrânia registrou 749 novos casos diários e dezoito novas mortes diárias, elevando o número total para 2.284.940 e 53.738, respectivamente; um total de 2.206.683 pacientes se recuperaram.[225]

### 31 de agosto
Relatório semanal da Organização Mundial da Saúde:
- O Canadá registrou 2.853 novos casos, elevando o número total para 1.499.177. Existem 2.565 novas recuperações, elevando o número total de recuperações para 1.440.943. Há 14 novas mortes, elevando o número de mortos para 26.932.[73]
- Fiji confirmou 505 novos casos de COVID-19, elevando o número total para 46.716. Sete novas mortes foram relatadas, elevando o número de mortos para 496. Existem 19.151 casos ativos.[227]
- A Malásia registrou 20.897 novos casos, elevando o número total para 1.746.254. Existem 18.465 recuperações, elevando o número total de recuperações para 1.461.727. Há 282 mortes, elevando o número de mortos para 16.664. Existem 267.863 casos ativos, sendo 1.005 em terapia intensiva e 464 em suporte ventilatório.[228]
- A Nova Zelândia registrou 50 novos casos, elevando o número total para (3.569 (3.213 e 356 prováveis). Dois se recuperaram, elevando o número total de recuperações para 2.892. O número de mortos permanece em 26. Há 651 casos ativos (609 na comunidade e 42 em isolamento gerenciado).[229]
- Singapura registrou 161 novos casos, incluindo 156 transmitidos localmente e cinco importados, elevando o total para 67.620. Dos casos transmitidos localmente, 79 deles são desvinculados.[230] O país vacinou um total de 4.511.747 pessoas, sendo 4.319.031 totalmente vacinadas até ontem. O número de mortos permanece em 55.[231]
- A Ucrânia registrou 1.356 novos casos diários e 51 novas mortes diárias, elevando o número total para 2.286.296 e 53.789, respectivamente; um total de 2.207.940 pacientes se recuperaram.[232]